# Moen (Troms)
Moen is een plaats in de Noorse gemeente Målselv, provincie Troms. Moen telt 828 inwoners (2007) en heeft een oppervlakte van 1,1 km².
Het dorp ligt aan de Målselva rivier en aan de Europese route E6. 